# 海道针经
海道针经是明代航海导航手册，包括每一条航线的罗盘导航、天文导航和地文、水文记录。

## 24方位指南针导航
元、明、清用于导航的罗盘是二十四方位水罗盘。其羅盤將圓周二十四等分，並以十二地支、十天干除戊、己（屬土，位於中央）外餘下八個、及八卦的四個斜向方位逐一命名，為二十四針，使方向能夠準確地指示。

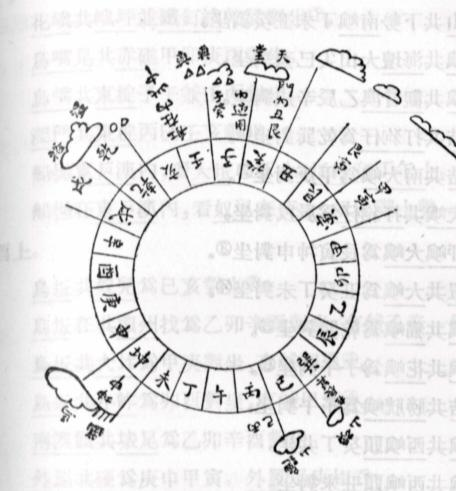
明代航海罗盘24方位图

下表将明代航海罗盘用度数表示。
| 二十四針 | 八方位 | 角度   |
| -------- | ------ | ------ |
| 子       | 正北   | 0 度   |
| 癸       |        | 15 度  |
|          |        | 30 度  |
| 艮       | 东北   | 45 度  |
| 寅       |        | 60 度  |
| 甲       |        | 75 度  |
| 卯       | 正东   | 90 度  |
| 乙       |        | 105 度 |
| 辰       |        | 120 度 |
| 巽       | 东南   | 135 度 |
| 巳       |        | 150 度 |
| 丙       |        | 165 度 |
| 午       | 正南   | 180 度 |
| 丁       |        | 195 度 |
| 未       |        | 210 度 |
| 坤       | 西南   | 225 度 |
| 申       |        | 240 度 |
| 庚       |        | 255 度 |
| 酉       | 正西   | 270 度 |
| 辛       |        | 285 度 |
| 戌       |        | 300 度 |
|          | 西北   | 315 度 |
| 亥       |        | 330 度 |
| 壬       |        | 345 度 |

### 单针罗经
单针罗经只用一个方位，并冠以“单”字，例如：单辰针（120 度），单酉针（正西 270 度）。有的航海图用“丹”字代替“单”字，丹酉针同单酉针。例如《郑和航海图》中“太仓港口开船用丹乙针”就是说“太仓港口开船用指南针105度方向航行。”

### 双针罗经
关于双针罗经用于航海的记录，最早出现在元代周达观所著的《真腊风土记》：“自温州开洋，行丁未针，历闽、广海外诸州港口，过七洲洋，经交趾洋，到占城……又自真蒲行坤申针过昆仑洋入港。”
明代海道针经种绝大多数情况下用双针罗经表示航行方位。当罗针摆动在两个方位之间，用相邻二方位表示其平均值，例如乙辰针為乙針（105度）和辰針（120度）的平均值，即112.5度)。明代掌管船上航行方向的火长藉此將24方位罗盘变成48方位罗盘，其方位度数差为7.5度。
| 雙針 | 角度     |
| ---- | -------- |
| 癸子 | 7.5 度   |
| 癸   | 22.5 度  |
| 艮   | 37.5 度  |
| 艮寅 | 52.5 度  |
| 甲寅 | 67.5 度  |
| 甲卯 | 82.5 度  |
| 乙卯 | 97.5 度  |
| 乙辰 | 112.5 度 |
| 巽辰 | 127.5 度 |
| 巽巳 | 142.5 度 |
| 丙巳 | 157.5 度 |
| 丙午 | 172.5 度 |
| 丁午 | 187.5 度 |
| 丁未 | 202.5 度 |
| 坤未 | 217.5 度 |
| 坤申 | 232.5 度 |
| 庚申 | 247.5 度 |
| 庚酉 | 262.5 度 |
| 辛酉 | 277.5 度 |
| 辛戌 | 292.5 度 |
| 戌   | 307.5 度 |
| 亥   | 322.5 度 |
| 壬亥 | 337.5 度 |
| 壬子 | 352.5 度 |

### 对坐
海道针经中另一种常见的术语是“对坐”，指地理标志甲和地理标志乙在罗盘上两个相对180度方位。

### 时间和航速
明代航海图中的时间间隔用“更”来表示。一個恆星日有十更，一更為2.4 小时，用燃香测量时间间隔。
航速估计法：从船头扔下一木片到海中，人往船尾走，如果木片与人同时到达船尾，船速就是标准速度，然後再根据水流训逆修正。
《郑和航海图》中“太仓港口开船用丹乙针一更平吴淞江，用乙卯针一更到南汇嘴。”就是说“太仓港口开船用105度方向，一更（2.4小时）时间到吴淞江，再往97.5 度方向航行，一更时间到南汇嘴。”

## 水文测量
海船航路上危险地带的水深、海船停泊处的深浅对舟师也十分重要。
宋代舟师已经作水文测量。南宋吴自牧的《梦梁录》中写道：“过七洲洋，舟中测水，约七十余丈”，测水深时附带检验海底的状况是沙底还是泥底：“凡测水之时，必须视其底，知道是何等沙泥。”
明代海道针经中的测水法和宋代一脉相承，测水深使用长几十丈的绳索，吊一铅球从船边放下水中测量。长度单位用托；“长如两手分开为一托”，约合1.5 米。测量水深时必须从船左和船右取数。铅球底部涂蜡，可供水底泥沙的取样。
“福州五老虎门 打水六七托，过浅取官塘行船。” 
“淡马锡门  打水三十托。” 
“镇海卫生太武山，打水二十托。”

## 天文导航
明代航海家海在使用指南针导航的同时还用过洋牵星术导航。

## 海道针经文献
明代《顺风相送》、《指南正法》、《东西洋考》等文献都有大量针路记录。
- 广东往磨六甲：南亭门放洋，用坤未针 （217.5°）五更船取乌头山。用单坤针（西南 225°）十三更取七洲洋。坤未 （217.5°）针 七更船平独猪山。……乾亥 （322.5°）针五更船平昆宋屿，单亥针（330°）五更船取前屿，乾（315°）针五更取五屿；沿山使取磨六甲。[7]
- 台湾往日本从大港出。东南风可用丁未 （202.5°）及单未 （210°）过茄老湾线。南到青水乌水乾，可牵舵及用壬（345°）及壬子（352.5°），转变取澎湖东过。[8]。
- 七洲洋用坤未针，三更取铜鼓山。[9]

另外《鍼位》，全书已失，仅明黄省曾撰《西洋朝贡典录》中有若干条摘录。《渡海方程》明嘉靖十六年吴朴著，已失；明刊本《盐邑志林》中有书评。

### 引用
1. ↑  ［元］周达观著《真腊风土记·总叙》
2. ↑  南宋吴自牧《梦梁录》
3. ↑  明张燮《东西洋考》卷九
4. ↑  《顺风相送》
5. ↑  《顺风相送》
6. ↑  >《东西洋考》
7. ↑  向达校注 《顺风相送》 55页  中华书局 ISBN 7-101-02025-9
8. ↑  向达校注 《指南正法》 133页 中华书局 ISBN 7-101-02025-9
9. ↑  明张燮《东西洋考》卷九  173页 中华书局  ISBN 7-101-02029-1